# Ломтев, Евгений Александрович (учёный)
Евге́ний Алекса́ндрович Ло́мтев (14 мая 1937, село Иваньково Бельского района Великолукской области — 30 ноября 2017, Пенза) — советский и российский доктор технических наук, профессор, действительный член Международной академии информатизации, действительный член Российской метрологической академии, академик Академии проблем качества Российской Федерации, заслуженный деятель науки Российской Федерации, ректор Пензенского государственного университета (1982—1999).

## Биография
Трудовую деятельность начал в 1951. Служил в Советской Армии. В 1959 поступил в ППИ. В 1960 году перешел на заочный факультет, совмещая учёбу с работой в отраслевой научно-исследовательской лаборатории автоматизации электрических измерений и контроля. Участник ВДНХ СССР, награждён серебряной и бронзовой медалями. В 1965, окончив ППИ, поступил в аспирантуру. Работал в должности старшего преподавателя, доцента, заведующего и профессора кафедры информационно-измерительной техники (ИИТ).
Ученик и последователь школы профессора В. М. Шляндина. Автор 4 монографий, более 250 научных работ и более 80 патентов и авторских свидетельств.
13 декабря 1982 приказом МВ и ССО РСФСР был назначен ректором Пензенского политехнического института. В 1987, оставаясь ректором вуза, избирается заведующим кафедрой ИИТ, во главе которой работал до 2009 г., До последнего дня оставался профессором кафедры. Возглавлял вуз в течение 16 лет.
В 1988-м году на его кафедре был собран и испытан, с прямой трансляцией испытания по областному телевидению, первый в истории силовой трансформатор постоянного тока мощностью 10 киловатт аспиранта ВЭИ им. Ленина, ныне почётного доктора РАЕ Дмитрия Мотовилова. 
В годы работы Е. А. Ломтева на посту ректора в институте произошли большие качественные и структурные изменения. Появились новые специальности, факультеты, возрос и укрепился докторский и профессорский корпус вуза. В 1993 институт преобразован в технический университет, а с 1998 стал государственным университетом.
Неоднократно избирался депутатом местных Советов различного уровня, возглавлял областную организацию общества «Знание», Совет ректоров города.
С 1999 по 2017 гг. Евгений Александрович был советником при ректорате Пензенского государственного университета.
Умер 30 ноября 2017 года.

## Награды и звания

### Награды
- Орден «Знак Почета» (1986)[4];
- Орден «Дружбы народов» РСФСР (1993);
- Медаль «В ознаменование 100-летия со дня рождения Владимира Ильича Ленина»;
- Почётный знак «За отличные успехи в области высшего образования СССР»;
- Нагрудный знак «Изобретатель СССР»;
- заслуженный деятель науки Российской Федерации;
- Почётный работник высшего профессионального образования Российской Федерации (1997);
- Юбилейная медаль «В память 350-летия Пензы» (2013);
- Памятный знак «За заслуги в развитии города Пензы»[5];
- Медаль имени П. И. Паршина (2017) — за значительный вклад в развитие Пензенского государственного университета[6].

### Почётные звания
- академик Академии проблем качества Российской Федерации[7].
- действительный член Международной академии информатизации;
- Почётный профессор Пензенского государственного университета[8]